# Adamów (Skierniewice)
Pour les articles homonymes, voir Adamów.
Adamów est une localité polonaise de la gmina de Nowy Kawęczyn, située dans le powiat de Skierniewice en voïvodie de Łódź.